# Liste von Persönlichkeiten der Stadt Bielefeld
Die Liste von Persönlichkeiten der Stadt Bielefeld führt Personen auf, die in Bielefeld (einschließlich der im Lauf der Zeit eingemeindeten Orte) geboren wurden, sowie solche Personen, die in einer besonderen Beziehung zu Bielefeld stehen, ohne dort geboren zu sein.

## Gebürtige Bielefelder

### 13. bis 18. Jahrhundert
- Bernhard IV. (≈1230–1275), Landesherr der Herrschaft Lippe
- Hermann von Schildesche (≈1290–1357), Augustiner-Eremit und theologischer Schriftsteller
- Johannes Pollius (≈1490–1562), evangelischer Theologe und Reformator
- Gerhard Kleinsorgen (1530–1591), Historiker
- Henricus Beginiker (1583–1665), westfälischer Orgelmusiker und Geistlicher
- Franz von Meinders (1630–1695), kurbrandenburgischer Minister und Diplomat
- Hermann Werner von Bossart (1695–1762), Priester und Diplomat
- Arnold Gottfried Benser (1700–1760), deutscher Kaufmann und Ratsherr der Hansestadt Lübeck
- Florens Arnold Consbruch (1729–1784), Dichterjurist und Übersetzer
- Friedrich Joseph Wilhelm Schröder (1733–1778), Mediziner und Schriftsteller
- Johann Adolph Havergo (1735–1811), Unternehmer
- Heinrich Ernst Güte (1754–1805), evangelischer Theologe, Pfarrer und Professor für Theologie
- August Christian Wilmanns (1757–1839), Jurist
- Peter Florens Weddigen (1758–1809), Publizist
- August Ferdinand Lueder (1760–1819), Wirtschafts- und Staatswissenschaftler
- Franz Christian Brockmann (1763–1825), Kaufmann
- Carl Lueder (1763–nach 1813), Textilfabrikant und Politiker
- Franz Karl Mertens (1764–1831), Botaniker
- Johann Christoph Hoffbauer (1766–1827), Philosoph
- Arnold Friedrich Crüwell (1772–1845), deutscher Unternehmer und Politiker
- Daniel Heinrich Delius (1773–1832), preußischer Regierungspräsident
- Johannes Friedrich Ludwig Schröder (1774–1845), lutherischer Theologe und Mathematiker
- Christian Friedrich Nasse (1778–1851), Psychiater
- Friedrich von Aschoff (1789–1854), königlich preußischer Generalmajor
- Carl von Carnap (1790–1869), königlich preußischer Generalmajor und Gutsherr
- Gustav Delius (1794–1872), Unternehmer im Textilgewerbe
- Friedrich Wilhelm Delkeskamp (1794–1872), Maler und Kupferstecher
- Julie Ruhkopf (1799–1880), Erzieherin und Jugendbuchautorin
- Johann Peter Hoffbauer (1800–nach 1846), Dichterjurist

### 19. Jahrhundert

#### 1801 bis 1820
- Gottfried Delius (1802–1886), Unternehmer
- Rudolph Delius (1802–1859), Unternehmer
- Otto Jacobi (1803–1855), Jurist und Dichter
- Friedrich Wilhelm Möller (1805–1878), Unternehmer und Abgeordneter
- Carl von Ledebur (1806–1872), Offizier und Biograf
- Friedrich Ludwig Niemann (1806–1889), Industrieller
- Hermann Nasse (1807–1892), Physiologe und Hochschullehrer
- Franz Henrich Grundmann (1808–1887), Schmelzer, Bergschullehrer und Autor
- Johann Sprick (1808–1842), Maler und Grafiker
- August Klasing (Verleger, 1809) (1809–1897), Buchhändler und Verleger
- Wilhelm von Ditfurth (1810–1876), Politiker
- Roger Wilmans (1812–1881), Archivar und Historiker
- Carl Woermann (1813–1880), Kaufmann und Reederei-Gründer
- Bernhard Bessel (1814–1868), Politiker
- Rudolf Rempel (1815–1868), Industrieller
- Hermann Dietrich Upmann (1816–1894), Bankier, Kaufmann und Zigarrenhersteller
- Heinrich Gassel (1817–1858), Textilunternehmer
- Hermann Delius (1819–1894), Großhändler und Unternehmer

#### 1821 bis 1840
- August Krönig (1822–1879), Chemiker und Physiker
- Carl David Weber (1824–1907), Textilunternehmer
- Sophie Crüwell (1826–1907), Opern-Sängerin
- Carl Albrecht Delius (1827–1915), Seidenwarenfabrikant
- Ludwig Meyer (1827–1900), Psychiater und Hochschullehrer
- Conrad Bertelsmann (1828–1901), Gutsbesitzer und Unternehmer
- Friedrich Gustav Gauß (1829–1915), Geodät
- Eduard Graf (1829–1895), Mediziner und Politiker
- August Junkermann (1832–1915), Schauspieler
- Gustav Bertelsmann (1833–1909), Textilunternehmer
- Max Weber senior (1836–1897), Jurist, Kommunalbeamter sowie Politiker
- Wilhelm Mannstädt (1837–1904), Kapellmeister, Schauspieler und Regisseur
- Louis Mannstaedt (1839–1913), Ingenieur und Unternehmer
- August Schreiber (1839–1903), lutherischer Pfarrer und Missionar
- Hermann Windel (1839–1894), Unternehmer und Kommunalpolitiker
- Franz von Ditfurth (1840–1909), Politiker, Landrat
- Theodor von Möller (1840–1925), Unternehmer, Politiker und preußischer Handelsminister
- Harald Schütz (1840–1915), Mathematiker, Physiker und Gymnasialprofessor

#### 1841 bis 1860
- Albert Westermann (1841–?), Lyriker und Dramatiker
- Lucie Bacmeister (1843–1904), Schriftstellerin und Malerin
- Johannes Klasing (1846–1927), Verleger
- Luise Jüngst (1848–1923), Erzieherin und Schriftstellerin
- Bodo Borries von Ditfurth (1852–1915), Generalmajor
- Adolf Dreinhöfer (1852–1896), Stenograf
- Ernst von Bacmeister (1853–1938), Offizier
- Constantin Koenen (1854–1929), Provinzialrömischer Archäologe und Altertumsforscher
- Wilhelm Heienbrok (1855–1949), Missionar
- Alfred Bozi (1857–1938), Rechtsanwalt
- Paul Hagemann (1858–?), Schriftsteller, Buchhändler und Journalist
- Hermann Klasing (1859–1951), Autor, Rechtsanwalt und Notar

#### 1861 bis 1880
- Johannes Baltzer (1862–1940), Architekt, Denkmalpfleger und Oberbaudirektor in Lübeck
- Bernhard Krönig (1863–1917), Gynäkologe
- Carl Ronning (1863–1949), Kaufmann
- Paul Oertmann (1865–1938), Zivilrechtler
- Hermann Krieger (1866–1943), Schriftsteller
- Eduard Wertheimer (1867–1942), Textilunternehmer
- Otto Wöhrmann (1868–1931), Lehrer, Pfarrer und Autor
- Anna Heinemann (1869–1938), Schriftstellerin
- C. Märzfeld (1870–?), Ursulinerin und Schriftstellerin
- Gottfried Simon (1870–?), Missionar, Superintendent und Autor
- Josefa Metz (1871–1943), Schriftstellerin
- Gustav von Bodelschwingh (1872–1944), Pfarrer und Missionar
- Heinrich Mühlenbach (1872–?), Journalist und Schriftsteller
- Gustav Schürmann (1872–1962), Automobilkonstrukteur und Unternehmer
- Paul Wertheimer (1872–1941), Textilunternehmer
- Wilhelm Bertelsmann (1873–1950), Techniker und Chemiker
- Carl Schreck (1873–1956), Politiker
- Willy Katzenstein (1874–1951), deutscher Rechtsanwalt und Politiker (DDP), Stadtrat in Bielefeld
- Ernst Bacmeister (1874–1971), Schriftsteller, Lyriker und Dramatiker
- Hans Friedrich Bieringer (1874–?), Publizist
- Bernhard Mosberg (1874–1944), Orthopäde
- Max Raebel (1874–1946), Komponist, Maler, Skandinavienkenner und Polarforscher
- Julius Wallach (1874–1965), Unternehmer, Gründer des Trachtengeschäfts Wallach in München
- Erich Kuithan (1875–1917), Maler
- Heinz Potthoff (1875–1945), Politiker
- Adolf Mahlmann (1876–1945), kommunistischer Widerstandskämpfer gegen den Nationalsozialismus und NS-Opfer
- Franz von Stephani (1876–1939), Offizier, Freikorps-Führer und Politiker
- August Beckhaus (1877–1945), Regierungsbeamter und Politiker
- Friedrich von Bodelschwingh der Jüngere (1877–1946), evangelischer Theologe
- Karl Höner (1877–1969), Kaufmann und Politiker (SPD)
- Heinrich Meise (1877–1973), Schulleiter und Heimatdichter
- Robert Riemann (1877–1962), Literaturhistoriker
- Karl Löwe (1878–1942), Maler, Glasmaler, Grafiker und Bildhauer
- Gustav Borgner (1879–1959), Konsumgenossenschafter und Geschäftsführer der GEG
- Paul Zaunert (1879–1959), Sagenforscher

#### 1881 bis 1900
- Karl Vormfelde (1881–1944), Landmaschinentechniker
- Martin Dietrich (1883–1973), Kapitänleutnant der Kaiserlichen Marine und Oberst der Luftwaffe der Wehrmacht
- Paul Kottenkamp (1883–1968), Maler und Grafiker
- Robert Ober (1884–1942), Unternehmer
- Kurt Klare (1885–1954), Mediziner und NS-Ärztefunktionär
- Auguste Walter (1885–1948), Politikerin, Mitglied des Preußischen Landtags
- Eduard Wolf (1885–1961), Unternehmer
- Ernst Engelking (1886–1975), Augenarzt und Hochschullehrer
- Georg Schenkel (1886–1954), Politiker
- Eduard Schoneweg (1886–1969), Schriftsteller
- Walter Klocke (1887–1965), Maler und Gestalter
- Albert Florath (1888–1957), Schauspieler
- Fritz Goebel (1888–1950), Mediziner und Hochschullehrer
- Richard Kaselowsky (1888–1944), Industrieller
- Friedrich Wilhelm Murnau (1888–1931), Filmregisseur
- Hedwig Vonschott (1888–?), Schulleiterin und Autorin
- Anne Marie Heiler (1889–1979), Politikerin
- Wilhelm Hünerhoff (1889–1944), Opfer des NS-Regimes
- Walther Kottenkamp (1889–1953), Schauspieler
- Joseph Massolle (1889–1957), Ingenieur für Filmtontechnik
- Heinz Esselmann (1890–1942), Architekt
- Hugo Fischer-Köppe (1890–1937), Schauspieler
- Fritz Lingenberg (1890–1984), Ratschreiber und Politiker
- Fritz Doht (1891–1960), Schulleiter und Politiker
- Albertine Mäuser (1891–nach 1973), Lehrerin und Schriftstellerin
- Franz Specht (1891–1964), Politiker
- Hermann Stenner (1891–1914), Maler und Grafiker
- Robert Walkenhorst (1891–1973), Politiker
- Richard Zahn (1891–1975), evangelisch-lutherischer Fotograf und Politiker
- Otto Borgner (1892–1953), Konsumgenossenschafter und Politiker
- Hans Klein (1892–1962), Unternehmer, Verleger und Schriftsteller
- Anna Lindemann (1892–1959), Kommunistin, Pädagogin, Redakteurin und Hochschullehrerin
- Kurt Ohly (1892–1970), Klassischer Philologe, Bibliothekar und Inkunabelforscher
- Rainer Stahel (1892–1955), Offizier
- Viktoria Steinbiß (1892–1971), Politikerin
- Victor Tuxhorn (1892–1964), Maler
- Johannes Thauren (1892–1954), katholischer Theologe
- Hans Bohnenkamp (1893–1977), Pädagoge, Hochschullehrer und Hochschuldirektor
- Edith Froböse (1893–?), Jugendbuchautorin
- Friedrich Hesseldieck (1893–1991), Politiker (NSDAP) und Oberbürgermeister von Bochum
- Elisabet van Randenborgh (1893–1983), Schriftstellerin
- Alfred Wiese (1894–1960), Glasmaler
- Kurt Blome (1894–1969), Arzt, Politiker (NSDAP) und Reichstagsabgeordneter
- Adolf Tegtmeier (1894–1975), Mediziner
- Karl Heidemann (1895–1975), Politiker
- Walter Seidensticker (1895–1969), Fabrikant
- Walter Bolbrinker (1896–1981), Politiker
- Friedrich Wilhelm Hirz (1896–unbekannt), Verwaltungsbeamter
- Helmuth Osthoff (1896–1983), Musikwissenschaftler
- Else Lohmann (1897–1984), Malerin
- Werner Gößling (1898–1992), Dirigent
- Alexander Holle (1898–1978), Offizier
- Richard Küchen (1898–1974), Ingenieur
- Karl Lohmann (1898–1978), Biochemiker
- Carl Strüwe (1898–1988), Grafiker und Fotograf
- August Weisheit (1898–1985), Gewerkschafter und Kommunist
- Charlotte Houtermans (1899–1993), deutsch-amerikanische Physikochemikerin
- Florenz Robert Schabbon (1899–1934), Maler und Dichter
- Emil Steffann (1899–1968), Architekt
- Emil Woermann (1899–1980), Agrarökonom
- Friedrich Holzapfel (1900–1969), Politiker
- Karl Michaelis (1900–2001), Rechtswissenschaftler
- Martin Redeker (1900–1970), Theologe und Politiker
- Heinrich Teitge (1900–1974), Mediziner und SS-Arzt

### 20. Jahrhundert

#### 1901 bis 1910
- Willy Krause (1901–1990), Schauspieler
- Erwin Muermann  (1901–?), Jurist und Raumplaner
- Bernhard Poll (1901–1981), Historiker und Stadtarchivar in Aachen
- Erich Consemüller (1902–1957), Architekt und Fotograf am Bauhaus
- Erich Deppermann (1902–1963), Politiker
- Kurt Baurichter (1902–1974), Politiker
- Herbert Ebersbach (1902–1984), Maler
- Wilhelm Kötter (1902–1957), Kaufmann und Kommunist
- Hermann Poll (1902–1990), Maler
- Hans Semler (1902–1979), Jurist und SA-Oberführer
- Bernhard Temming (1902–1986), Schriftsetzer, Drucker und Grafiker
- Karl August Walther (1902–nach 1964), Schriftsteller und Verleger
- Wilhelm Beye (1903–1975), Bischof der evangelisch-lutherischen Landeskirche in Braunschweig
- Bruno Brockhoff (1903–1949), Politiker
- Rudolf Küstermeier (1903–1977), Journalist und Widerstandskämpfer
- Gertrud Mosberg (1903–1945), Ärztin, Chirurgin und Orthopädin
- Hans Neumann (1903–1990), Germanist und Philologe
- Walter Requardt (1903–1993), Germanist und Schriftsteller
- Wolfgang Tümpel (1903–1978), Gold- und Silberschmied
- Georg Tuxhorn (1903–1941), Kunstmaler
- Wilhelm Bernsdorf (1904–1990), Soziologe
- Otto Giesselmann (1904–1944), kommunistischer Widerstandskämpfer
- Emil Groß (1904–1967), Verleger und Politiker
- Heinz Pauck (1904–1986), Drehbuchautor
- Werner Peek (1904–1994), Klassischer Philologe und Epigraphiker
- Heinz Potthoff (1904–1974), Manager, Beamter und Politiker
- Walter Strüwe (1904–1974), Maurer und Kommunist
- Fritz Bohnenkamp (1905–1971), Politiker
- Hans Cordes (1905–1995), Bibliothekar
- Heinz Klingenberg (1905–1959), Schauspieler
- Heinz Sauermann (1905–1981), Wirtschaftswissenschaftler und Soziologe
- Hermann Schultze (1905–1985), Dramatiker, Dramaturg und Hochschulleiter
- Erna Wiechert (1905–1974), Politikerin (SPD) und Widerstandskämpferin
- Reinhard Beine (1906–1990), Beamter und Politiker
- Lieselotte Blumenthal (1906–1992), Germanistin
- Ernst von Bodelschwingh (1906–1993), Politiker
- Johannes K. Hogrebe (1906–1973), Betriebswissenschaftler und Autor
- Liesel Kipp-Kaule (1906–1992), Politikerin (SPD) und Gewerkschafterin
- Hermann Kohlhase (1906–2002), Jurist und Politiker
- Gustav Eder (1907–1992), Boxer
- Walter Quakernack (1907–1946), SS-Oberscharführer und Kriegsverbrecher
- Horst Wessel (1907–1930), SA-Sturmführer
- Carl Gustav Hilger (1908–?), Dramatiker und Verleger
- Werner Dopp (1908–1979), Historiker und Schriftsteller
- Johanna Stratenwerth (1908–?), Schriftstellerin
- Kurt Dreyer (1909–1981), südafrikanischer Schachmeister und -funktionär
- Antje Kind-Hasenclever (1909–1985), Widerstandskämpferin gegen den Nationalsozialismus
- Christian von Krogh (1909–1992), Anthropologe und nationalsozialistischer Rassenideologe
- Hermann Paul Müller (1909–1975), Rennfahrer
- Gerhard Schroeder (1909–1963), Stahlindustrieller
- Fritz G. Waack (1909–1989), Ingenieur und Pionier der Stereofotografie
- Erich Waßer (1909–1997), Mechaniker und plattdeutscher Schriftsteller
- Walther Berg (1910–?), Kaufmann und Schriftsteller
- Hermann Hartwig (1910–?), Mundartautor
- Werner Koch (1910–1994), Pfarrer, reformierter Theologe, Journalist und Widerstandskämpfer gegen den Nationalsozialismus
- Hans Musäus (1910–1981), Schauspieler
- Harald Seiler (1910–1976), Kunsthistoriker und Museumsdirektor

#### 1911 bis 1920
- Lore Hoffmann (1911–1996), Opernsängerin
- Hans-Heinrich Wolf (1911–1987), evangelischer Theologe, Hochschullehrer
- Karl Buschmann (1914–1988), Gewerkschafter
- Karl-Heinz Ide (1914–1988), Dichter und Lehrer
- Christel Poll (1914–1992), Künstlerin
- Hans Schneider (1914–1999), Geologe und Hydrogeologe
- Werner Vordtriede (1915–1985), Emigrant, Literaturwissenschaftler und Schriftsteller
- Helmut Glaszinski (1915–1981), Politiker
- Ursula Oetker (1915–2005), Unternehmerin
- Hermann Vogt (1915–1978), Generalmajor der Nationalen Volksarmee der DDR
- Wolf Middendorff (1916–1999), Jurist
- Rudolf-August Oetker (1916–2007), Unternehmer
- Gisela Schwerdt (1917–1997), Politikerin, Präsidentin von Arminia Bielefeld
- Georg Gerdung (* 1919), Schriftsteller und Verleger
- Ehrtfried Böhm (1920–1976), Schriftsteller und Politiker, Abgeordneter des Niedersächsischen Landtages
- Alfred George Meyer (1920–1999), US-amerikanischer Politikwissenschaftler
- Klaus Ruedenberg (* 1920), US-amerikanischer theoretischer Chemiker

#### 1921 bis 1930
- Elfriede Eilers (1921–2016), Politikerin (SPD)
- Werner Holthöfer (* 1922), Radrennfahrer
- Veronica Carstens (1923–2012), Medizinerin und Ehefrau von Karl Carstens
- Ulrich Conrads (1923–2013), Architekturkritiker
- Eberhard Dodt (1923–1994), Mediziner
- Karen Gershon (1923–1993), deutsch-britische Schriftstellerin
- Paul Gerhard Klussmann (1923–2019), Germanist und Hochschullehrer
- Friedhelm Korte (1923–2013), Chemiker
- Hildegard Peters (1923–2017), Malerin und Lehrerin
- Ivo Frenzel (1924–2014), Philosoph, Lektor, Wissenschaftsredakteur und Verlagsleiter
- Hajo Meyer (1924–2014), deutsch-niederländischer Physiker und Autor
- Günter Adrian (1925–2010), Dokumentarfilmer und Schriftsteller
- Werner Hellweg (1925–2008), Fußballspieler
- Hanns D. Knoop (* 1925), Pädagoge und Schriftsteller
- Günther Pankoke (1925–1999), Radrennfahrer
- W. W. Shols (1925–1981), Autor
- Kurt Vogelsang (1925–2015), Politiker
- Klaus Wust (1925–2003), Autor und Historiker
- Hans D. Voss (1926–1980), Künstler
- Siegfried Wibbing (1926–2004), Theologe
- Martin Goldstein (1927–2012), Arzt, Psychotherapeut und evangelischer Religionslehrer
- Kurt Schlüter (* 1927), Anglist und Hochschullehrer
- Heinz Theo Branding (1928–2013), Schauspieler und Synchronsprecher
- Karl Ernst Strothmann (1928–2021), Politiker
- Horst Stuke (1928–1976), Sozial- und Wirtschaftshistoriker
- Theo N. Waubke (1928–2005), Ophthalmologe
- Theodor Göllner (1929–2022), Musikwissenschaftler
- Erich Wilker (1929–1999), Maler, Grafiker und Lyriker
- Wolfgang Wilmanns (1929–2003), Internist
- Ernst-Ludwig Freisewinkel (1930–2017), Journalist und Fernsehmacher
- Karl Heinz Klöpper (1930–2012), Kaufmann und Schriftsteller
- Günter Vogel (* 1930), Biologe und Sachbuchautor

#### 1931 bis 1940
- Werner Lueg (1931–2014), Leichtathlet
- Erhard Mahne (1931–2023), Politiker
- Eberhard Pohlmann (1931–2022), Jurist und Politiker
- Klaus Schwickert (1931–2019), Politiker
- Lore Thome (1931–2015), Sozialwissenschaftlerin, Hochschullehrerin und Rektorin der Fachhochschule für Sozialwesen Esslingen
- Rolf Denker (1932–1999), Philosoph und Psychoanalytiker
- Klaus Conrad Haugk (* 1932), Architekt und Schriftsteller
- Klaus Peter Kisker (1932–2022), Professor für Volkswirtschaftslehre
- Reinhard Haseldiek (1933–2019), Fußballspieler und -trainer
- Horst Weber (* 1933), Hochschullehrer, Publizist und Buchautor
- Arno Bergmann (1934–2020), Pianist, Musiklehrer und Hörspielkomponist
- Werner Andreas Fischer (* 1934), Journalist und Schriftsteller
- Helmut Hesse (1934–2016), Ökonom
- Gotthard Jasper (1934–2024), Historiker und Politologe
- Hans A. Kastrup (* 1934), Physiker
- Karlheinz Komm (1934–2013), Schriftsteller und Theaterregisseur
- Friedhelm Neidhardt (1934–2023), Soziologe und Universitätsprofessor
- Günter Topmann (1934–2024), Kriminalbeamter und Politiker
- Erwin Türk (* 1934), Fußballspieler und -trainer
- Martin Uppenbrink (1934–2008), Präsident des Bundesamtes für Naturschutz
- Sabine Vollmar-Libal (1934–2015), Diplomatin
- Hans Dieter Lüke (1935–2005), Elektrotechniker und Hochschullehrer
- Rüdiger Nehberg (1935–2020), Survival-Experte und Aktivist für Menschenrechte
- Wilhelm Bulk (* 1936), Bahnradsportler
- Dieter Heistermann (1936–2010), Politiker
- Walter Thimme (1936–2019), Mediziner und Publizist
- Herbert Ulonska (* 1936), Theologe, Hochschullehrer und Autor
- Rolf Winkelgrund (1936–2021), Theaterregisseur
- Dirk Ahlers (* 1937), Gründer, Vorstandsvorsitzender und Mehrheitsaktionär der Frosta AG
- Jan Peter Beckmann (* 1937), Philosoph
- Hans-Hermann Bentrup (1937–2024), Agrarökonom und Staatssekretär
- Bob Franco (1937–2016), Schauspieler, Musicaldarsteller und Schlagersänger
- Günter Frecksmeier (* 1937), Künstler, Maler, Grafiker, Zeichner
- Karl Dietrich Gräwe (1937–2019), Dramaturg
- Ludwig Huber (1937–2019), Erziehungswissenschaftler und Professor der Universität Bielefeld
- Dieter Kastrup (1937–2025), Jurist und Diplomat
- Hans-Peter Kurr (1937–2016), Schauspieler und Regisseur
- Elisabeth Roloff (1937–2008), Organistin
- Eva Stanienda (* 1937), Politikerin
- Christian Tümpel (1937–2009), Kunsthistoriker
- Reiner Uthoff (1937–2024), Kabarettist und Schriftsteller
- Wilfried Westheide (* 1937), Biologe und Chemiker
- Ulrich Wildgruber (1937–1999), Schauspieler
- Heinz Hunger (1938–2008), Politiker
- Christoph Kleßmann (* 1938), Historiker
- Renate Köhler (1938–2014), Politikerin (DVU)
- Jürgen Oberschelp (* 1938), Dirigent, Chorleiter und Pädagoge
- Klaus Pohlmeyer (1938–2008), Physiker und Hochschullehrer
- Nina Rauprich (* 1938), Kinder- und Jugendbuchautorin
- Renate Seelig (1938–2018), Illustratorin
- Erich Staude (* 1938), Fußballtorhüter
- Jürgen Zimmer (1938–2019), Erziehungswissenschaftler und Bildungsjournalist
- Ruben Baer (1939–1944), Opfer des Nazi-Regimes
- Heidi Kang (* 1939), Übersetzerin Koreanisch-deutsch
- Reinhard Meyer zu Bentrup (1939–2024), Politiker
- Jürgen Kellermeier (1939–2009), Journalist
- Ingeborg Koza (* 1939), Historikerin
- Günter Rixe (1939–2024), Politiker
- Dieter „Stopper“ Schulz (1939–2018), Fußballspieler
- Axel Seyler (* 1939), Bildhauer
- Wilhelm Schlink (1939–2018), Kunsthistoriker
- Jan Turovski (1939–2025), Schriftsteller
- Reinhard Vogelsang (* 1939), Archivar
- Rudolph Angermüller (1940–2021), Musikwissenschaftler
- Hans Hansen (* 1940), Fotograf
- Manfred Horstkötter (* 1940), Handballspieler
- Hans-Stefan Kruse (* 1940), Botschafter
- Hermann Meyer zu Selhausen (* 1940), em. Professor für Bankbetriebslehre
- Wolfgang Marx (1940–2011), Philosoph und Hochschullehrer
- Siegfried Müller (1940–2017), Professor für Erziehungswissenschaft
- Franz R. Stuke (* 1940), Medienwissenschaftler

#### 1941 bis 1950
- Klaus Hildebrand (* 1941), Historiker
- Klaus Kobusch (1941–2025), Radrennfahrer
- Peter Noelke (1941–2025), Provinzialrömischer Archäologe
- Hans-Dieter Schwartz (1941–2015), Profiboxer
- Tana Berghausen (1942–1943), Opfer des Nazi-Regimes
- Eberhard David (* 1942), Politiker
- Hartmut Keil (* 1942), Amerikanist
- Paul Ridder (* 1942), Psychologe und Soziologe
- Hans-Dieter Saretzki (1942–2014), Sänger und Gesangspädagoge
- Karl-Heinz Saretzki (1942–2019), Posaunenchorleiter und Redakteur
- Hannes Wader (* 1942), Musiker und Liedermacher
- Bernd Brunemeier (* 1943), Politiker
- Christoph Ehmann (* 1943), Politologe, Bildungsforscher und Staatssekretär
- Margot Gehring (1943–2006), Unternehmerin
- Armin Kerker (1943–1992), Schriftsteller, Übersetzer und Journalist
- Michael Klessmann (* 1943), Praktischer Theologe, Pastoralpsychologe, Lehr-Supervisor und  Hochschullehrer
- Ulrich Pätzold (* 1943), Journalistik-Professor
- Rolf Gerhard Rutter (* 1943), Politiker
- Dagmar Astroth (* 1944), Lehrerin und Lyrikerin
- Wolfgang Brinkmann (* 1944), Geschäftsführer der Stadtwerke Bielefeld, Politiker und Präsident von Arminia Bielefeld
- Peter Dammann (1944–2009), Fußballspieler
- Dietrich Hartmann (* 1944), Diplom-Ingenieur des Bauingenieurwesens und Hochschullehrer
- Bernd Kirchner (* 1944), Fußballspieler
- August Oetker (* 1944), Unternehmer
- Bernhard Schlink (* 1944), Professor für Rechtswissenschaft und Autor
- Jürgen Schwarze (1944–2024), Jurist und Hochschullehrer
- Gerd Siese (* 1944), Fußballspieler
- Ralf Borttscheller (* 1945), Jurist und Politiker
- Hardo Bruhns (* 1945), Physiker, Hochschullehrer, Abteilungsleiter bei der Europäischen Kommission
- Klaus Daudel (* 1945), Manager
- Paul in den Eicken (1945–2013), Grafiker und Maler
- Wilm Herlyn (* 1945), Journalist
- Hans-Peter Schwarz (* 1945), Kunsthistoriker
- Erich Wächter (* 1945), Dirigent
- Inge Wolff (* 1945), Fachbuchautorin
- Gottfried Zurbrügg (* 1945), Lehrer und Romanautor
- Jörg Becker (* 1946), Gesellschaftswissenschaftler
- Eva-Bettina Bröcker (* 1946), Dermatologin und Hochschullehrerin
- Angelika Dopheide (* 1946), Politikerin (SPD)
- Tilman Rhode-Jüchtern (* 1946), Geographiedidaktiker
- Bernd Haake (* 1946), Eishockeytrainer
- Karlfried Knapp (* 1946), Sprachwissenschaftler
- Jürgen Ruwe (* 1946), Generalleutnant a. D. des Heeres der Bundeswehr
- Michael Schibilsky (1946–2005), evangelischer Theologe, Hochschullehrer und Journalist
- Gerhard Vowinckel (* 1946), Soziologe
- Ulrich Wessel (1946–1975), Mitglied der Rote Armee Fraktion
- Aleida Assmann (* 1947), Anglistin, Ägyptologin und Literatur- und Kulturwissenschaftlerin
- Christian Dippel (* 1947), Radrennfahrer
- Irmgard Möller (* 1947), Mitglied der Rote Armee Fraktion
- Klaus Schomburg (* 1947), Übersetzer
- Hans-Hermann Schwick (* 1947), Rechtsanwalt und Präsident des DSC Arminia Bielefeld
- Wilfried Wester-Ebbinghaus (1947–1993), Professor für Photogrammetrie und Kartographie
- Ernst-Wilhelm Wittig (1947–2020), Exhibitionist
- Rolf Dreyer (* 1948), Sachbuchautor
- Johannes Friedrich (* 1948), Evangelisch-Lutherischer Theologe
- Manfred Kerner (1948–2019), Politologe, Hochschullehrer
- Martin Sauer (* 1948), Sozialpädagoge, Theologe, Hochschullehrer und Politiker
- Hans-Werner Sinn (* 1948), Ökonom und Präsident des ifo Instituts für Wirtschaftsforschung von 1999 bis 2016
- Barbara Sommer (* 1948), Politikerin (CDU)
- Angelika Gemkow (* 1949), Politikerin (CDU)
- Harald Kindermann (* 1949), Diplomat und deutscher Botschafter in Saudi-Arabien, Bulgarien, Israel und Schweden
- Albrecht Konrad (* 1949), Szenenbildner und Artdirector
- Käte Meyer-Drawe (* 1949), Pädagogin und Hochschullehrerin
- Thomas Meyer-Fiebig (* 1949), Komponist und Konzertorganist
- Hannes Beckmann (1950–2016), Jazzgeiger, Bandleader und Komponist
- Hans Wilhelm Brinkmann (* 1950), Lehrer und Schriftsteller
- Detlef Helling (* 1950), Politiker
- Ortwin Hennig (* 1950), Diplomat
- Rainer Mennicken (* 1950), Dramaturg und Theaterintendant
- Crischa Ohler (* 1950), Theaterschauspielerin und -regisseurin
- Angelika Schwabe-Kratochwil (* 1950), Botanikerin und Hochschullehrerin
- Michael Stuhr (* 1950), Schriftsteller
- Michael Weinrich (* 1950), reformierter Theologe und Hochschullehrer

#### 1951 bis 1960
- Heiner Hilff (* 1951), Schriftsteller
- Hans-Ludwig Kröber (* 1951), forensischer Psychiater
- Volker Linneweber (* 1951), Präsident der Universität des Saarlandes
- Heidi Marek (* 1951), Romanistin
- Ulrike Merten (* 1951), Politikerin (SPD)
- Rüdiger Nolte (* 1951), Jurist, ehemaliger Richter am Bundesverwaltungsgericht
- Richard Oetker (* 1951), Unternehmer
- Ursula Renner-Henke (* 1951), Germanistin und Kulturwissenschaftlerin
- Reinhard Schulz (* 1951), Philosoph und Hochschullehrer
- Werner Sewing (1951–2011), Architekturtheoretiker
- Sabina Wefing (* 1951), Jugend- und Sachbuchautorin
- Gilbert Bender (* 1952), Künstler und Radiästhet
- Detlef Berentzen (1952–2019), Schriftsteller und Journalist
- Herbert Bittner (* 1952), Fußballspieler
- Hans Feuß (* 1952), Politiker (SPD) und Landtagsabgeordneter in Nordrhein-Westfalen
- Wilhelm Ruprecht Frieling (* 1952), Sachbuchautor und Verleger
- Friedrich Otto (* 1952), Informatiker
- Hartwig Walberg (* 1952), Archivar
- Lukas Erler (* 1953), Schriftsteller
- Jürgen Fohrmann (* 1953), Literaturwissenschaftler und Hochschullehrer
- Wolfgang Föste (* 1953), Sozialwissenschaftler, Journalist und Sachbuchautor
- Günter Kozlowski (* 1953), Politiker
- Heiner Meyer (* 1953), Pop-Art-Künstler und Bildhauer
- Wolfgang Mittendorf (* 1953), Fußballspieler u. Fußballtrainer
- Volker Rodekamp (* 1953), Volkskundler und Museumsleiter
- Wolfgang Schäffer (* 1953), Radrennfahrer und Journalist
- Melanie Stiassny (* 1953), US-amerikanische Ichthyologin
- Michael Wittenborn (* 1953), Theaterschauspieler
- Michael Diekmann (* 1954), Vorstandsvorsitzender der Allianz SE
- Hans-Hermann Gockel (* 1954), Journalist und Fernsehmoderator
- Annette Groth (* 1954), Politikerin
- Volkhard Knigge (* 1954), Historiker und Geschichtsdidaktiker
- Detlef Kuhlmann (* 1954), Sportpädagoge und Hochschullehrer
- Erich Marks (* 1954), Pädagoge
- Friedhelm Meyer auf der Heide (* 1954), Informatiker
- Merith Niehuss (* 1954), Präsidentin der Universität der Bundeswehr München.
- Werner Plumpe (* 1954), Historiker
- Christoph Schmidt (* 1954), Historiker, Hochschullehrer
- Jutta Stender-Vorwachs (1954–2021), Rechtswissenschaftlerin
- Harry Gunnar Stierle (* 1954), Berater, Publizist und Unternehmer
- Ulrike Zerhau (* 1954), Politikerin (Die Linke)
- Ulrich Andermann (* 1955), Historiker
- Christoph Grohmann (1955–2023), Kirchenmusiker, Orgeldozent und Konzertorganist
- Michael Herbst (* 1955), evangelischer Theologe
- Peter-Alexander von der Marwitz (* 1955), Politiker
- Jürgen O. Olbrich (* 1955), bildender Künstler, Herausgeber und Kurator
- Jens Petring (* 1955), Politiker
- Uwe Schimank (* 1955), Soziologe
- Christiane Eisenberg (* 1956), Historikerin und Hochschullehrerin
- Michael Löwe (1956–2019), Informatiker, Professor an der FHDW Hannover
- Burkhard Mast-Weisz (* 1956), Politiker, Oberbürgermeister von Remscheid
- Til Mette (* 1956), Cartoonist und Maler
- Martin R. Neumann (* 1956), Fernsehredakteur und Produzent
- Christina Rau (* 1956), Politologin und Witwe des Bundespräsidenten Johannes Rau
- Achim Rohnke (* 1956), Geschäftsführer der Film- und TV-Produktionsfirma Bavaria Film GmbH
- Christian Y. Schmidt (* 1956), Journalist und Autor
- Detlef Schnier (* 1956), Fußballspieler
- Susanne Sieker (* 1956), Rechtswissenschaftlerin und Hochschullehrerin
- Bernd Stegemann (* 1956), Dichter und Sozialpädagoge
- Klaus Tscheuschner (* 1956), Oberbürgermeister der Stadt Flensburg
- Angelika Warning (* 1956), Schauspielerin
- Achim Wixforth (* 1956), Physiker
- Gustav Peter Wöhler (* 1956), Schauspieler und Sänger
- Andreas Bienert (* 1957), Kunsthistoriker
- Axel Ekkernkamp (* 1957), Chirurg, Hochschullehrer und Politiker
- Rolf Kanies (* 1957), Film- und Theaterschauspieler
- Ulrich Klose (* 1957), Journalist und Reporter
- Wolfgang Kruse (* 1957), Historiker und Hochschullehrer
- Hera Lind (* 1957), Sängerin, Schriftstellerin und Fernsehmoderatorin
- Andreas Wiebe (* 1957), Politiker
- Hans Zippert (* 1957), Publizist, Satiriker und Kolumnist
- Richie Arndt (* 1958), Blues- und Rockmusiker
- Petra Budke (* 1958), Politikerin (Bündnis 90/Die Grünen)
- Ulrich Büscher (1958–2020), Fußballspieler
- Günther Butkus (* 1958), Schriftsteller und Verleger
- Jutta Lindert (* 1958), Gesundheitswissenschaftlerin
- Karoline Linnert (* 1958), Politikerin (Bündnis 90/Die Grünen)
- Sabine Lipan (* 1958), Schriftstellerin, Lehrerin und Journalistin
- Ingolf Lück (* 1958), Schauspieler, Synchronsprecher, Moderator, Komiker und Regisseur
- Andreas K. W. Meyer (1958–2023), Musikdramaturg und -publizist
- Hartmut Ostrowski (* 1958), Vorstandsvorsitzender der Bertelsmann AG
- Fritz Tietz (* 1958), Autor und Schauspieler
- Klaus Weidmann (* 1958), Journalist und Moderator
- Harald Wixforth (* 1958), Historiker
- Wolfram Bäumer (1959–2017), Eisenbahningenieur und -journalist, Museumsbahnfachmann
- Simone Dietz (* 1959), Professorin für Philosophie
- Daniel Hoffmann (* 1959), Literaturwissenschaftler und Schriftsteller
- Hellmuth Opitz (* 1959), Schriftsteller
- Ralf Ehrenbrink (* 1960), Vielseitigkeitsreiter
- Oliver Fabel (* 1960), Betriebswirtschaftler
- Sabine Hartelt (* 1960), Sportmoderatorin
- Ilona Lütkemeyer (* 1960), Schulleiterin und Schriftstellerin
- Jutta Mägdefrau (* 1960), Schulpädagogin
- Karl Olsberg (* 1960), Schriftsteller
- Jörg Riecke (1960–2019), Germanist und Sprachwissenschaftler
- Marion Steven (* 1960), Betriebswirtin und Autorin
- Rena Tangens, Datenschutzaktivistin und Künstlerin
- Thomas Terberger (* 1960), Prähistoriker
- Iris Vermillion (* 1960), Sängerin

#### 1961 bis 1970
- Petra Bentkämper (* 1961), Präsidentin des Deutschen Landfrauenverbandes
- Angela Boddem (* 1961), Benediktinerin und Äbtissin
- Bärbel Dieckmann (* 1961), Künstlerin und Bildhauerin
- Dietrich Hahne (* 1961), Komponist/Medienkünstler
- Hans-Jörg Klindt (* 1961), Handballtrainer, Lehrer und ehemaliger Handballspieler
- Petra Kolip (* 1961), Psychologin, Autorin und Gesundheitswissenschaftlerin
- Veit Mette (* 1961), Fotograf und Fotojournalist
- Ludwig Sebastian Meyer-Stork (* 1961), Manager und Unternehmer
- Matthias Müller (* 1961), Filmemacher und Hochschullehrer
- Andreas Reichel (* 1961), Politiker
- Bettina Wischhöfer (* 1961), Archivarin und Historikerin
- Dietmar Bänsch (* 1962), Mediziner
- Matthias Brock (* 1962), Maler
- Ralf Burnicki (* 1962), postanarchistischer Theoretiker und Lyriker
- Friederike Feldmann (* 1962), Malerin
- Sabine Kyora (* 1962), Literaturwissenschaftlerin
- Friedo Sielemann (* 1962), Diplomat
- Kerstin Zillmer (* 1962), Fotografin
- Nadja Cholidis (* 1963), Vorderasiatische Archäologin
- Johannes Herrlich (* 1963), Jazzmusiker
- Andreas Hoppert (* 1963), Sozialrichter und Krimiautor
- Claus-Dietrich Lahrs (* 1963), Manager
- Justus Meyer (* 1963), Jurist und Professor
- Martin Rudwaleit (* 1963), Arzt
- Frank Weber (* 1963), Bahnradsportler und Weltmeister
- Reinhard Baumhus (* 1964), Schachspieler
- Mark Carleton-Smith (* 1964), Chef des Generalstabes der British Army
- Michael Engel (* 1964), Sänger, Gitarrist, Songwriter und Mundharmonikaspieler
- Susanne Ihsen (1964–2018), Professorin für Gender Studies in den Ingenieurwissenschaften
- Ralf Nettelstroth (* 1964), Politiker (CDU)
- Sebastian Sigler (* 1964), Historiker und Journalist
- Uwe Sommer-Sorgente (* 1964), Dramaturg
- Hermann Bäumer (* 1965), Dirigent
- Olaf Hampel (* 1965), Bobfahrer
- Roland Staude (* 1965), Gewerkschafter
- Arnd Kerkhecker (* 1965), Altphilologe
- Ingo Kerzel (* 1965), Politiker
- Christiane Schinkel (* 1965), ehemalige Politikerin (Piraten)
- Kay Szacknys (* 1965), Schauspieler und Kabarettist
- Dirk Becker (* 1966), Politiker
- Bettina Böhm (* 1966), Juristin
- Wolfram Ette (* 1966), Literaturwissenschaftler und Publizist
- Anja Feldmann (* 1966), Informatikerin
- Thomas Fuhrmann (* 1966), Journalist
- Marc Heußinger (* 1966), Manager
- Uta Reinhardt (* 1966), Malerin
- Roland Rosenstock (* 1966), Theologe
- Rüdiger Schillig (* 1966), Dramaturg und Operndirektor
- Stefanie Vogelsang (* 1966), Politikerin (CDU)
- Oliver Welke (* 1966), Autor, Comedian und Moderator
- Claas Willeke (1966–2013), Saxophonist, Klarinettist und Komponist
- Susann B. Winter (* 1966), Schauspielerin
- Andreas Bothe (* 1967), Jurist und politischer Beamter (FDP)
- Ralf Bruelheide (* 1967), Handballspieler
- Jochen Distelmeyer (* 1967), Musiker
- Stefanie Eifler (* 1967), Soziologin
- Wolfram Goessling (* 1967), Onkologe und Gastroenterologe
- Anke Feiler-Kramer (* 1967), Archäologin, Betriebswirtin und Freischaffende Künstlerin
- Frank Geideck (* 1967), Fußballspieler
- Sebastian Hellmann (* 1967), Fernsehmoderator und -Kommentator
- Annette Kruhl (* 1967), Kabarettistin und Schauspielerin
- Catrin George Ponciano (* 1967), Reiseschriftstellerin, Journalistin und Reiseführerin
- Patricia Schäfer (* 1967), Schauspielerin
- Anja Schaluschke (* 1967), Museumsdirektorin, Germanistin und Kunsthistorikerin
- Karina Schieck (* 1967), Schauspielerin
- Anne Wild (* 1967), Regisseurin und Drehbuchautorin
- Mele Brink (* 1968), Illustratorin und Verlegerin
- Darco Gellert (* 1968), deutsch-französischer Graffiti-Künstler
- Rüdiger Heining (* 1968), Experte für Berufsbildung
- Daniela Kranz (* 1968), Theaterregisseurin und Theatermacherin
- Christine Kutschera (* 1968), Schauspielerin und Synchronsprecherin
- Karsten Mende (* 1968), Eishockeyspieler
- Johannes F. Sievert (* 1968), Filmregisseur, Filmproduzent und Drehbuchautor
- Michael Wasian (* 1968), Radio- und Fernsehjournalist
- Annette Behnken (* 1969), Pastorin, Fernsehmoderatorin und Hörfunksprecherin
- Max Conze (* 1969), Manager
- Jan Distelmeyer (* 1969), Filmwissenschaftler und -kritiker
- Holger Gehring (* 1969), Organist
- Stefan Minner (* 1969), Logistikwissenschaftler
- Ingo Niermann (* 1969), Schriftsteller, Journalist und Künstler
- Ingo Oschmann (* 1969), Komiker, Entertainer und Zauberkünstler
- Christine Sylvester (* 1969), Schriftstellerin
- Sabine Westhoff (* 1969), Duathletin und Triathletin
- Anja Herden (* 1970), Schauspielerin
- Robin Hoffmann (* 1970), Musiker und Komponist
- Susanne Kablitz (1970–2017), Politikerin (PDV)
- Peter Keller (* 1970), Musiker, Gitarrist und Songwriter
- Rena Tangens, Künstlerin und Mitbegründerin von Digitalcourage

#### 1971 bis 1980
- Frank Dieckbreder (* 1971), Schriftsteller und Regisseur
- Stephanie Guse (* 1971), Künstlerin und Designerin
- Stefan Klare (* 1971), Radrennfahrer
- Jörn von Lucke (* 1971), Wissenschaftler
- Jens P. Meyer (* 1971), Politiker (FDP), Mitglied der Hamburgischen Bürgerschaft
- Meike Schlüter (* 1971), Schauspielerin
- Philipp Sondermann (* 1971), Politiker
- Marc-André Burgdorf (* 1972), Politiker
- Nicole Ernst (* 1972), Schauspielerin
- Lars Felgner (* 1972), Universitätslektor, Translatologe und Übersetzer
- Gitta Kutyniok (* 1972), Mathematikerin und Hochschullehrerin
- Melanie Möller (* 1972), Klassische Philologin und Hochschullehrerin
- Matthias Muche (* 1972), Posaunist, Medienkünstler
- Annelie Ramsbrock (* 1972), Historikerin
- Katja Reetz (* 1972), Bühnen- und Kostümbildnerin
- Markus Reitzig (* 1972), Organisationswissenschaftler
- Raimund Rosendorff (* 1972), Schauspieler
- Ralph Ruthe (* 1972), Cartoonist/Comiczeichner, Autor, Regisseur und Musiker
- Henning Schulz (* 1972), Bürgermeister von Gütersloh
- Mike Schürmann (1972–2019), Fußballspieler
- Katharina Schwabedissen (* 1972), ehemalige Politikerin (Die Linke)
- Thorsten Thane (* 1972), Kameramann, Regisseur und Produzent
- Marcus Twellmann (* 1972), Germanist
- Susanne Wolff (* 1973), Theater- und Filmschauspielerin
- Ingo Börchers (* 1973), Kabarettist und Schauspieler
- Christina Erbertz (* 1973), Schriftstellerin
- Yve Fehring (* 1973), Fernsehmoderatorin
- Nina George (* 1973), Schriftstellerin und Journalistin
- Nicola Gess (* 1973), Literaturwissenschaftlerin und Germanistin
- Josef Ivanović (* 1973), Fußballspieler
- Thorolf Lipp (* 1973), Ethnologe, Hochschullehrer und Dokumentarfilmer
- Daniel Aichinger (* 1974), Schauspieler
- Martin Bretschneider (* 1974), Schauspieler
- Claudia Busch (* 1974), Diplomatin
- Özgür Cebe (* 1974), Schauspieler, Kabarettist und Stand-up-Comedian
- André Dippel (* 1974), Radrennfahrer
- Christian Günther (* 1974), Schriftsteller und Illustrator
- Markus Kullig (* 1974), Fußballspieler
- Giorgos Lillis (* 1974), deutsch-griechischer Lyriker und Essayist
- Lars Löllmann (* 1974), Schauspieler, Regisseur, Synchronsprecher und Drehbuchautor
- Daniela Gerd tom Markotten (* 1974), Managerin
- Mike Reed (* 1974), US-amerikanischer Jazzmusiker und Musikveranstalter
- Bianca Shomburg (* 1974), Sängerin, Teilnehmerin 1997 ESC
- Marco Steffen (* 1974), Handballspieler
- Hendrik Dreekmann (* 1975), Tennisspieler
- Sabine Ellerbrock (* 1975), Rollstuhltennisspielerin
- Stefan Hübner (* 1975), Volleyballspieler
- Torben Kessler (* 1975), Schauspieler
- Katharina Koselleck (* 1975), Kunsthistorikerin, Kuratorin und Museumsdirektorin
- Roman Köster (* 1975), Historiker
- Kirsten Lehnig (* 1975), Politikerin (Bündnis 90/Die Grünen)
- Pierre Limberg (* 1975), Handballspieler
- Tilman Rammstedt (* 1975), Schriftsteller und Musiker
- Marius Weiß (* 1975), Politiker
- Julia Abe (* 1976), Tennisspielerin
- Nuran David Calis (* 1976), Theater- und Filmautor und -regisseur
- Kevin John Edusei (* 1976), Dirigent
- Maja Göpel (* 1976), Politökonomin und Publizistin
- Hanno Olderdissen (* 1976), Filmregisseur
- Florian Panzner (* 1976), Schauspieler
- Michael Schaefer (* 1976), Autor für schwule Belletristik
- Radisa Zdravković (* 1976), Basketballtrainer und -spieler
- Dorit Becker (* 1977), Journalistin, Hörfunk- und Fernsehmoderatorin
- Frederik Gößling (* 1977), Fußballtorhüter
- Jana Schulz (* 1977), Theater- und Filmschauspielerin
- Alexander Weber (* 1978), Säbelfechter
- Sonja Ganguin (* 1978), Erziehungswissenschaftlerin
- Henning Heup (* 1978), Schauspieler und Rocksänger
- Daniel Jödemann (* 1978), Autor
- Annika Unterburg (* 1978), Künstlerin
- Hans-Georg Gottfried Dittmann (* 1979), Journalist
- Julia Oetker (* 1979), Unternehmerin
- Henrik Ortmann (* 1979), Handballspieler
- Dirk Stollberg (* 1979), Synchronsprecher, Musical-Darsteller, Sänger und Fernsehmoderator
- Jörge Becker (* 1980), Trompeter
- Elsa Sophie Gambard (* 1980), Schauspielerin
- Sina Heffner (* 1980), Künstlerin
- Albert Ingold (* 1980), Rechtswissenschaftler und Hochschullehrer
- Philipp Lenhard (* 1980), Historiker
- Lisa Middelhauve (* 1980), Metal-Sängerin
- Patrick Neumann (* 1980), Fußballspieler
- Erol Pohlreich (* 1980), Rechtswissenschaftler und Hochschullehrer
- Jan Eric Schwarzer (* 1980), Radrennfahrer
- Johanna Wolff (* 1980), Juristin

#### 1981 bis 1990
- Abdelkarim (* 1981), deutsch-marokkanischer Komiker
- Jan-Fiete Buschmann (* 1981), Handballspieler
- Marcel Krömker (* 1981), Jazzmusiker
- Maik Martschinkowsky (* 1981), Kabarettist und Schriftsteller
- Marc Wübbenhorst (* 1981), Pädagoge, Heimatpfleger der Sennestadt, auch bekannt als „Deutschlands durstigster Mann“
- Franziska Zawila (* 1981), Theater-, Filmschauspielerin und Sängerin
- Christian Akber-Sade (* 1982), Fernsehreporter und Moderator
- Johannes Wagner (* 1982), politischer Beamter
- Johanna Griebel (* 1983), Schauspielerin
- Maren Henseler (* 1983), ehemalige Fußballspielerin
- Isabell Horn (* 1983), serbisch-deutsche Schauspielerin, Musicaldarstellerin und Moderatorin
- Nicole Lange (* 1983), Autorin
- Grischa Lichtenberger (* 1983), Künstler und Musiker
- Sophie Marshall (* 1983), Altgermanistin
- Johannes Rose (* 1983), Base-Jumper
- Wiebke Esdar (* 1984),  Politikerin, MdB, (SPD)
- Can Fischer (* 1984), Schauspieler, Regisseur und Autor
- Anne Kura (* 1984), Politikerin (Bündnis 90/Die Grünen)
- Nick Schneiders (* 1984), Basketballspieler
- Maike Stöckel (* 1984), Feldhockeyspielerin
- Rob Vegas (* 1984), Internet-Showmaster
- Lennert Brinkhoff (* 1984), Sportreporter
- Till Magnus Steiner (* 1984), römisch-katholischer Theologe und Autor
- Matthias Bolte (* 1985), Politiker
- Joachim Ebmeyer (* 1985), Politiker, MdB (CDU)
- Joss Turnbull (* 1985), Welt- und Improvisationsmusiker
- Christian Wieczorek (* 1985), Fußballspieler
- Mehmet Akgün (* 1986), Fußballspieler
- Lena Goeßling (* 1986), Fußballspielerin
- Pascal Houdus (* 1986), Schauspieler
- Daniel Noah (* 1986), Schauspieler und DJ
- Sandra Wullenkord (* 1986), Richterin am Bundesarbeitsgericht
- Reiki von Carlowitz (* 1987), Schauspielerin
- Nils Fischer (* 1987), Fußballspieler
- Deniz Harbert (* 1987), Fußballspielerin
- Malte Schröder (* 1987), Handballspieler
- Anne B. Scott (* 1987), Schauspielerin
- Hannah Zufall (* 1987), Schriftstellerin und Theatermacherin
- Fee Kürten (* 1988), Musikerin
- Hanna Rabe (* 1988), Musikerin, Harfenistin
- Maxine Birker (* 1989), Fußballspielerin
- Fayer Koch (* 1989), Dramatiker
- Uğur Pamuk (* 1989), Fußballspieler
- Benjamin Vinnen (* 1989), Schauspieler
- Anja Blacha (* 1990), Ausdauer- und Extremsportlerin
- Nils Dresrüsse (* 1990), Handballspieler
- Ersin Gül (* 1990), Futsal- und Fußballspieler
- Jakob Helling (* 1990), Jazzmusiker
- Robert Huelsewede (* 1990), Basketballspieler
- Yannik Tiemann (* 1990), Jazzmusiker
- Wolf Danny Homann (* 1990), Schauspieler
- Annika Treutler (* 1990), Pianistin
- Bianca Zapatka (* 1990), Kochbuchautorin

#### 1991 bis 2000
- Markus Fuchs (* 1991), Handballspieler
- Bastian Müller (* 1991), Fußballspieler
- Björn Ingmar Böske (* 1991), Schauspieler
- Lea Heidbreder (* 1991), Politikerin (Bündnis 90/Die Grünen)
- Swantje Riechers (* 1991), Schauspielerin
- Denis Kina (* 1992), Fußballspieler
- Dinah Pfizenmaier (* 1992), Tennisspielerin
- Mateusz Przybylko (* 1992), Leichtathlet (Hochsprung)
- Luise Volkmann (* 1992), Jazz- und Improvisationsmusikerin
- Moritz Fritz (* 1993), Fußballspieler
- Mieke Kröger (* 1993), Radrennfahrerin
- Hanni Liang (* 1993), deutsch-chinesische Pianistin
- Jasmin Minz (* 1993), deutsch-polnische Schauspielerin
- Jannik Mioducki (* 1993), Schauspieler
- Kacper Przybyłko (* 1993), polnischer Fußballspieler
- Jens Teutrine (* 1993), Politiker (FDP)
- Friederike Abt (* 1994), Fußballtorhüterin
- Hakan Barış (* 1994), Fußballspieler
- Charalampos Chantzopoulos (* 1994), griechischer Fußballspieler
- Marvin Höner (* 1994), Fußballspieler
- Julia Lohoff (* 1994), Tennisspielerin
- Friederike Repohl (* 1994), Fußballtorhüterin
- Muhammet Sözer (* 1994), Futsal- und Fußballspieler
- Hakan Erdem (* 1995), Futsal- und Fußballspieler
- Emina Hadžiahmetović (* 1995), bosnische Tischtennisspielerin
- Marco Hober (* 1995), Fußballspieler
- Nadine Jarosch (* 1995), ehemalige Kunstturnerin
- Vidoje Matić (* 1996), Futsalnationalspieler
- laserluca (* 1996), Webvideoproduzent
- Tom Brüntrup (* 1997), Politiker und Landtagsabgeordneter (CDU)
- Serhat Kot (* 1997), Fußballspieler
- Keanu Staude (* 1997), Fußballspieler
- Rosa Domm (* 1998), Politikerin (Bündnis 90/Die Grünen)
- Baboucarr Gaye (* 1998), deutsch-gambischer Fußballtorwart
- Berkant Güner (* 1998), Fußballspieler
- Maximilian Hippe (* 1998), Fußballspieler
- Fabian Kunze (* 1998), Fußballspieler
- Lukas Kunze (* 1998), Fußballspieler
- Henri Weigelt (* 1998), Fußballspieler
- Louis Weßels (* 1998), Tennisspieler
- Nele Franz (* 1999), Handballspielerin
- Can Özkan (* 1999), Fußballspieler
- Ndidi Agwunedu (* 2000), Handballspielerin
- Emre Aydınel (* 2000), deutsch-türkischer Fußballspieler
- Julian Köster (* 2000), Handballnationalspieler
- Florian Kranzmann (* 2000), Handballspieler
- Pascal Rupprecht (* 2000), Dartspieler
- Maren Tellenbröker (* 2000), Fußballspielerin

### 21. Jahrhundert
- Dildar Atmaca (* 2002), Fußballspieler
- Jomaine Consbruch (* 2002), Fußballspieler
- Melwin Fink (* 2002), Segelsportler
- Vladislav Cherny (* 2003), Fußballspieler
- Colin Kleine-Bekel (* 2003), Fußballspieler
- Henrik Koch (* 2006), Fußballspieler

## Bekannte Einwohner von Bielefeld
- Christian Nifanius (1629–1689), lutherischer Theologe und Geistlicher, Superintendent und Pastor in Bielefeld
- Bernd Fischer (1936–2020), deutscher Mathematiker, lehrte an der Universität Bielefeld, beschäftigte sich mit endlichen Gruppen und war Entdecker einiger der sporadischen Gruppen.
- Alessandro Pasqualini (1493–1559), Architekt, plante die Schanze an der Sparrenburg, starb in Bielefeld
- Carl Bozi (1809–1889), Unternehmer, Gründer der Spinnerei Vorwärts
- Philipp Galen (1813–1899), Schriftsteller, arbeitete als Stabsarzt in Bielefeld
- Salomon Blumenau (1825–1904), Pädagoge und Prediger des Reformjudentums, leitete die jüdische Elementarschule und predigte in der Synagogengemeinde
- Friedrich von Bodelschwingh der Ältere (1831–1910), Pastor und Theologe, Leiter der Von Bodelschwinghschen Anstalten Bethel
- Johannes Kuhlo (1856–1941), „Posaunengeneral“, Pfarrer in Bethel, Vorsteher der Diakonenanstalt Nazareth
- Hugo Riemann (1849–1919), Musiktheoretiker, arbeitete als Klavierlehrer und Dirigent in Bielefeld
- Georg Rothgießer (1858–1943), Ingenieur, Verleger, Grundstücksmakler und Technikpionier
- August Oetker (1862–1918), Unternehmer, entwickelte hier das Backpulver Backin
- Felix Coblenz (1863–1923), Pädagoge und Rabbiner, predigte in der Synagogengemeinde
- Karoline Friederike Oetker  (1867–1945), Unternehmerin und Ehrenbürgerin der Stadt Bielefeld
- Hans Perathoner (1872–1946), Bildhauer und Maler, Erschaffer des Leineweber-Denkmals
- Johannes Warns (1874–1937), Theologe, war Vikar in Schildesche
- Carl Severing (1875–1952), Politiker (SPD) und Minister, Führungsfigur der SPD in Bielefeld
- Karl Muggly (1884–1957), Maler und Glasmaler, lehrte an der Kunstgewerbeschule, schuf zahlreiche Glasarbeiten
- Erich Lossie (1886–1944), Bildhauer, lebte ab dem 7. Lebensjahr in Bielefeld
- Hanns Löhr (1891–1941), Chefarzt der Inneren Abteilung der Krankenanstalten Sarepta in Bethel von 1925 bis 1935, NSDAP-Kreisleiter in Bielefeld-Land von 1931 bis 1934
- Karsten Jaspersen (1896–1968), Leiter der Psychiatrischen und Nervenabteilung der Krankenanstalten Sarepta in Bethel von 1929 bis 1960
- Erna Sack (1898–1972), Sängerin, Koloratursopranistin am Stadttheater
- Hans Bernhard Reichow (1899–1974), Architekt und Städteplaner, entwarf Sennestadt
- Julius Voos (1904–1944), Kantor, Rabbiner und Pädagoge
- Erwine Esk (1903–1983), Malerin und Zeichnerin
- Hanskarl von Hasselbach (1903–1981), Begleitarzt Adolf Hitlers, Chefarzt der Chirurgischen Abteilung der Krankenanstalten Sarepta in Bethel von 1949 bis 1970
- Eduard Herterich (1905–1994), Maler, lebte seit frühester Kindheit in Bielefeld
- Herbert Volwahsen (1906–1988), Bildhauer, arbeitete an der Werkkunstschule, schuf den Merkurbrunnen
- Else Zimmermann (1907–1995), Landrätin
- Heinz Marten (1908–1991), Sänger
- Marie Hüsing (1909–1995), Dichterin, Schriftstellerin und Diakonisse der Sarepta-Schwesternschaft
- Karl Otto (1910–1998), Stenograf und Erfinder des Stenografiesystems „Einfache Stenografie“
- Werner Maihofer (1918–2009), Rechtswissenschaftler, Bundesinnenminister, lehrte an der Universität Bielefeld
- Ursula Rhode-Jüchtern (1922–2011), Kinderbuchautorin und Lehrerin, lebte seit 1945 in Bielefeld
- Reinhart Koselleck (1923–2006), Historiker, Ehrensenator der Universität Bielefeld
- Hartmut von Hentig (* 1925), Pädagoge und Publizist, Leiter der Laborschule und des Oberstufenkollegs
- Hans-Joachim Newiger (1925–2011), klassischer Philologe
- Willy Potthoff (1925–2006), Reformpädagoge, unterrichtete von 1950 bis 1965 an der Petrischule in Bielefeld
- Karl Peter Grotemeyer (1927–2007), Mathematiker, Rektor der Universität Bielefeld 1970–1992, Ehrensenator der Universität
- Niklas Luhmann (1927–1998), Soziologe, lehrte an der Universität Bielefeld von 1968 bis 1993
- Horst Kasner (1926–2011), ev. Theologe, studierte an der Kirchlichen Hochschule Bethel
- Friedrich Nowottny (* 1929), Journalist, arbeitete als Lokalreporter in Bielefeld
- Hans-Ulrich Wehler (1931–2014), Historiker, lehrte an der Universität Bielefeld
- Gerhard Rödding (1933–2024), evangelischer Theologe und Politiker
- Dieter Baacke (1934–1999), Erziehungswissenschaftler und Professor an der Universität Bielefeld
- Heiner Bruns (1935–2019), Theaterintendant, Intendant des Theaters Bielefeld 1975–1999
- Fritz Pleitgen (1938–2022), Intendant des WDR, volontierte bei der Freien Presse Bielefeld
- Friedhelm Waldhausen (1938–2024), Mathematiker, lehrte von 1970 bis 2004 an der Universität Bielefeld
- Kurt Bahlmann (1940–2025), Bildhauer, Maler und Zeichner
- Eike von Savigny (* 1941), Philosoph, lehrte an der Universität Bielefeld, Dekan
- Hans-Jürgen Papier (* 1943), Rechtswissenschaftler, lehrte an der Universität, Leiter des Instituts für Umweltrecht
- Klaus Hurrelmann (* 1944), Soziologe, Dekan an der Universität Bielefeld und der School of Public Health
- Bärbel Meurer (1944–2024), Soziologin
- Gerhard Schröder (* 1944), Altbundeskanzler (SPD), machte 1966 sein Abitur in Bielefeld
- Jürgen Buchmann (* 1945), Schriftsteller und Philologe
- Ray Dorset (* 1946), Musiker, ist mit einer Bielefelderin verheiratet, lebte von 2000 bis 2010 in Bielefeld
- Helga Anders später Helga Anders-Fritz (1948–1986) deutsch-österreichische Schauspielerin und Synchronsprecherin, wuchs in Bielefeld auf
- Thomas Middelhoff (* 1953), Manager
- Susanne Tatje (* 1953), Diplom-Soziologin, erste Demographiebeauftragte in einer Kommune der Bundesrepublik Deutschland
- Hans-Werner Senfft (* 1954), Politiker
- Ulrich Stein (* 1954), deutscher Fußballspieler
- Rainer Wend (* 1954), Politiker (SPD), MdB als Abgeordneter des Wahlkreises Bielefeld
- Annelie Buntenbach (* 1955), Politikerin
- Christian Sackewitz (* 1955), Fußballspieler
- Ralf Binnewies (* 1957), Maler
- Andreas Liebold (* 1959), TV- und Radiomoderator, Mitglied der Comedy-Gruppe „Frühstyxradio“
- Britta Haßelmann (* 1961),  Politikerin. MdB (Bündnis 90/Die Grünen)
- Kai Diekmann (* 1964), Journalist, wuchs in Bielefeld auf
- Gregor Zöllig (* 1965), Tänzer und Choreograph am (Städt.) Tanztheater Bielefeld
- Fatmir Vata (* 1971), Fußballspieler
- Thomas Henke (* 1972), Medienkünstler
- Que Du Luu (* 1973), Autorin
- Mischael-Sarim Verollet (* 1981), Slampoet und Autor aus Gibraltar
- Casper alias Benjamin Griffey (* 1982), Rapper
- Marco Huck (* 1984), Boxer, lebt seit 1993 in Bielefeld
- Christian Teich (* 1984), Orientierungsläufer und Leichtathlet
- padeluun, Künstler und Mitbegründer von Digitalcourage